# James Tiptree mladší
James Tiptree mladší (24. srpna 1915 – 19. května 1987) byl pseudonym americké spisovatelky sci-fi Alice Bradley Sheldonové, který používala od roku 1967 až do své smrti. Občas Sheldonová psala i pod pseudonymem Raccoona Sheldon (1974-1977). Tiptree / Sheldonová byla nejvýrazněji oceňována za porušení bariéry mezi psaním vnímaným jako neodmyslitelně "mužské" nebo "ženské" - až do roku 1977 nebylo veřejně známo, že James Tiptree mladší je žena.

## Život
Bradleyová pocházela z intelektuální rodiny v intelektuální enklávě Hyde Park, univerzitní čtvrti v městě Chicago. Její otec byl Herbert Bradley, právník a přírodovědec, a její matka Mary Hastings Bradley plodná spisovatelka beletrie a cestopisů. Alice cestovala po světě se svými rodiči od útlého věku. Byla malířkou a pod jménem "Alice Bradley Davey" kritičkou umění pro Chicago Sun v letech 1941 a 1942. V letech 1934 - 1941 byla vdaná za Williama Daveyho.
V roce 1942 nastoupila do armádního letectva. V roce 1945 se provdala za svého druhého manžela, jímž byl Huntington D. Sheldon, a byla propuštěna z armády v roce 1946, v té době začala se svým manželem podnikat. Ve stejném roce byl vydán její první příběh ("The Lucky Ones"). V roce 1952 byly ona a její manžel vyzváni ke spolupráci se CIA. Alice od této práce odstoupila v roce 1955 a vrátila se na univerzitu. Získala titul bakaláře umění (1957-59) a v roce 1967 doktorát z experimentální psychologie. Disertační práci napsala o reakcích zvířat na nové podněty v různých prostředích.
Sheldonová měla složitou sexuální orientaci. "Někteří muži se mi hodně líbí, ale od začátku, ještě než jsem měla zkušenosti, to byly vždy dívky a ženy, které mě rozpalovaly." 
19. května 1987, ve věku 71 let, Sheldonová usmrtila svého manžela, kterému bylo 84 let a byl téměř slepý, a pak spáchala sebevraždu. Byli nalezeni mrtví, ruku v ruce ve své posteli, ve svém domě ve Virginii.

## Spisovatelka science fiction
Sheldonová přijala pseudonym James Tiptree mladší v roce 1967. Jméno "Tiptree" pochází ze sklenici marmelády, a "mladší" byl nápad jejího manžela. V interview se vyjádřila takto: "Mužské jméno mi připadalo jako dobrá kamufláž. Měla jsem pocit, že člověk tak nebude tolik vyčnívat. Měla jsem příliš mnoho zkušeností s tím být první žena na nějaké zatracené pozici."  Tento pseudonym fungoval poměrně dlouho i díky tomu, že ačkoliv bylo známo, že se jedná o pseudonym, mělo se za to, že jej používá vysoce postavený muž kvůli zachování své pověsti. Obecně se věřilo, že se spíše jedná o muže, ačkoliv některá témata v Tiptreeho příbězích podporovala spekulace, že se může jednat i o ženu.
Tiptree nikdy neuspořádal žádné veřejné vystoupení, ale pravidelně vedl korespondenci s fanoušky a dalšími autory sci-fi. Dokonce poskytoval některé životopisné údaje, ale nikdy se jasně nevyjádřil k otázce svého pohlaví. Mnoho z výše uvedených detailů (např. kariéra u letectva) byly uvedeno v dopisech které Tiptree psal. Po smrti Mary Hastings Bradleyové v roce 1976 Tiptree uvedl, že jeho matka, také spisovatelka, zemřela v Chicagu - podrobnost, které vedla zvídavé fanoušky k nálezu nekrologu s odkazem na Alice Sheldonovou. Brzy bylo vše odhaleno.
Odhalení jejího jména a pohlaví mělo daleko méně nepříznivý dopad na názory na její talent, než se Sheldonová obávala. V roce 1977 konečně získala cenu Nebula (za povídku "Screwfly Solution" o mužích, kteří na základě tajemné infekce začnou agresivně vraždit ženy).

## Popis tvorby
Tiptree / Sheldonová byla eklektická spisovatelka, který se odvažovala pustit se do různých žánrů a subžánrů, často kombinují technologické zaměření hard science fiction s popisem sociologických a psychologických problémů odpovídajících spíše soft science fiction. Mnoho z jejích příběhů je odkazem space opery a pulpu, které v mládí četla, ale obvykle jim dodala temnější tóny - vesmírné cesty jsou například často spojeny s drastickým duchovním odcizení, a/nebo transcendentním zážitkem, který přináší naplnění, ale také smrt.
Dalším výrazným tématem je u Sheldonové napětí mezi svobodnou vůli a biologickým determinismem nebo rozumem a sexuální touhou. Sex je u Sheldonové realisticky popsán, někdy je zobrazen hravě, ale častěji je hrozivou silou.
Před odhalením své identity byl Tiptree často označován za nezvykle feministického spisovatele science fiction - zejména kvůli povídce "Ženy, které muži nevidí", příběh dvou žen, které navštíví mimozemšťané a které spíše dobrovolně odcházejí ze Země, než že by byly uneseny. Na druhou stranu Sheldonová popsala i poněkud bezbarvou a nemilosrdnou společnost žen-klonů v "Houstone, Houstone, slyšíte?"
Její dva romány, vydané na sklonku kariéry, nebyly tak pozitivně přijaty jako její nejznámější příběhy.

### Sbírky povídek
- Ten Thousand Light-Years from Home (1973)
- Warm Worlds and Otherwise (1975)
- Star Songs of an Old Primate (1978)
- Out of the Everywhere and Other Extraordinary Visions (1981)
- Byte Beautiful: Eight Science Fiction Stories (1985)
- The Starry Rift (1986)
- Tales of the Quintana Roo (1986)
- Crown of Stars (1988)
- Her Smoke Rose Up Forever (1990)

### Romány
- Up the Walls of the World (1978)
- Brightness Falls from the Air (1985)